# SN 2006gl
SN 2006gl – supernowa typu Ia odkryta 28 sierpnia 2006 roku w galaktyce A010550+0008. W momencie odkrycia miała maksymalną jasność 21,60m.